# Levante Unión Deportiva 2018-2019
Questa voce raccoglie le informazioni riguardanti il Levante Unión Deportiva nelle competizioni ufficiali della stagione 2018-2019.

## Maglie e sponsor
| Casa | Trasferta | Terza divisa |

## Organigramma societario
Organigramma societario tratto dal sito ufficiale.
Area direttiva
- Presidente: Quico Catalán

Area tecnica
- Allenatore: Paco López
- Allenatore in seconda: Iñaki Bea
- Preparatore dei portieri: José Martinez Puig
- Preparatore atletico: Toni Ruiz

Area medica
- Direttore dell'area medica: Joaquín Mas
- Fisioterapista: José María Baixauli
- Massaggiatore: Martín Badano

## Rosa
Aggiornata al 31 luglio 2019
| N. |                                 | Ruolo | Calciatore        |
| -- | ------------------------------- | ----- | ----------------- |
| 1  | Spagna (bandiera)               | P     | Koke Vegas        |
| 2  | Spagna (bandiera)               | A     | Borja Mayoral     |
| 3  | Spagna (bandiera)               | D     | Toño              |
| 4  | Spagna (bandiera)               | D     | Róber Pier        |
| 5  | Costa d'Avorio (bandiera)       | C     | Cheick Doukouré   |
| 6  | Spagna (bandiera)               | D     | Chema             |
| 7  | Nigeria (bandiera)              | A     | Moses Simon       |
| 8  | Bosnia ed Erzegovina (bandiera) | C     | Sanjin Prcić      |
| 9  | Spagna (bandiera)               | A     | Roger Martí       |
| 10 | Macedonia del Nord (bandiera)   | C     | Enis Bardhi       |
| 11 | Spagna (bandiera)               | C     | José Luis Morales |
| 12 | Spagna (bandiera)               | D     | Coke              |
| 13 | Spagna (bandiera)               | P     | Oier Olazábal     |
| 14 | Portogallo (bandiera)           | D     | Rúben Vezo        |
| 15 | Spagna (bandiera)               | D     | Sergio Postigo    |

| N. |                       | Ruolo | Calciatore             |
| -- | --------------------- | ----- | ---------------------- |
| 16 | Spagna (bandiera)     | C     | Rubén Rochina          |
| 17 | Montenegro (bandiera) | C     | Nikola Vukčević        |
| 18 | Uruguay (bandiera)    | D     | Erick Cabaco           |
| 19 | Spagna (bandiera)     | D     | Pedro López (capitano) |
| 20 | Ghana (bandiera)      | A     | Raphael Dwamena        |
| 21 | Ghana (bandiera)      | A     | Emmanuel Boateng       |
| 22 | Spagna (bandiera)     | D     | Antonio Luna           |
| 23 | Spagna (bandiera)     | A     | Jason                  |
| 24 | Spagna (bandiera)     | C     | José Campaña           |
| 25 | Spagna (bandiera)     | P     | Aitor Fernández        |
| 27 | Spagna (bandiera)     | C     | Fran Manzanara         |